# Cuesta de Arriba
Cuesta de Arriba är en ort i Mexiko.   Den ligger i kommunen Guasave och delstaten Sinaloa, i den västra delen av landet, 1 200 km nordväst om huvudstaden Mexico City. Cuesta de Arriba ligger 15 meter över havet och antalet invånare är 419.
Terrängen runt Cuesta de Arriba är mycket platt. Runt Cuesta de Arriba är det ganska tätbefolkat, med 100 invånare per kvadratkilometer. Närmaste större samhälle är Guasave, 11,5 km norr om Cuesta de Arriba. Trakten runt Cuesta de Arriba består till största delen av jordbruksmark.